# Psalidomyrmex wheeleri
Psalidomyrmex wheeleri is een mierensoort uit de onderfamilie van de Ponerinae. De wetenschappelijke naam van de soort is voor het eerst geldig gepubliceerd in 1923 door Santschi.